# Hans Christian Rømeling
Hans Christian Rømeling (23. marts 1786 i København – 1. september 1856 i Slesvig by) var en dansk officer.

## Uddannelse
Han var en uægte, men legitimeret søn af kaptajn i Flåden Hans Henrik Rømeling (21. november 1747 – 21. marts 1814). Kun 16 år gammel trådte han ind i Feltjægerkorpset, hvorfra han 1805 som fændrik blev forsat til Slesvigske Jægerkorps. Ved disse af generalmajorerne Ludvig Jacob Binzer og Johann Ewald ledede afdelinger fik han en fortrinlig teoretisk og praktisk uddannelse, og såvel i 1806 som i 1807 fik han lejlighed til at vise mod og konduite over for fjenden. Sidstnævnte år blev han sekondløjtnant og indtrådte 1809 som adjoint i den nyoprettede Generalstab, hvor han gjorde så fortrinlig fyldest, at han 1812 blev kaptajn, året efter at han havde opnået premierløjtnantsgraden.

## Under Napoleonskrigene
I felttoget 1813 deltog han som stabschef ved generalmajor Georg Ludvig von der Schulenburgs brigade. Han var "en fortrinlig manøvrerer i marken, indsigtsfuld og brugbar ved Skrivebordet" og fik 10. december ved Sehested lejlighed til at lægge fremragende føreregenskaber for dagen. Et detachement af Schulenburgs brigade på 3 bataljoner og 1 eskadron blev fremsendt med et særligt hverv, og "da ingen af Bataillonskommandørerne kjendte Fægtningsdispositionen, og der ikke var Tid til at sætte dem ind i den", tog den 27-årige stabschef kommandoen, kilede sig ind mellem fjendens avantgarde og hovedstyrke, skilte dem fra hinanden, marcherede derpå af egen drift til Sehested, greb selvstændig ind i kampen i et kritisk øjeblik og "reddede vor højre Fløj og gav os Sejeren", som overgeneralen, prinsen af Hessen, skriver. Efter Kielerfreden kom Rømeling både til Tyskland og Frankrig med det auxiliærkorps, der sendtes mod Napoleon, men på en valplads kom han aldrig mere til at optræde. Han blev stående i Generalstaben, hvor han 1825 blev major, 1832 oberstløjtnant og 1840 oberst. 1809 blev han Ridder af Dannebrog, 1814 Dannebrogsmand og Kommandørkorset fik han 1836 og kammerherrenøglen 1842, efter at han i et år havde fungeret som generaladjudant. Rømeling var ubetinget en af Frederik VI's dygtigste og mest intelligente generalstabsofficerer, men "sløvet ved golde Kontorforretninger og trykket af familie- og Næringssorger" blev han desværre i årenes Løb mere en pennens end en handlingens mand.

## Under Treårskrigen
I året 1842 blev Rømeling ansat som stabschef hos prinsen af Nør, der var blevet kommanderende general i Hertugdømmerne. I Slesvig fik han rig lejlighed til at studere slesvig-holstenismens udvikling og iagttog med bekymring, hvorledes bevægelsen greb om sig. Han forestillede prinsen, hvad følgen kunne blive, men denne ville ikke gribe ind, og Rømeling beroligede sig med, at hæren endnu var uberørt. Begivenhederne i 1846, der fremkaldtes af det åbne brev, gav imidlertid bevægelsen ny fart, og snart så han til sin sorg, at den havde grebet landbefolkningen, og at de menige soldater, der var udgåede fra denne, ikke var til at stole på; derimod mærkede han, forunderlig nok, ikke, at officerskorpset i høj grad var påvirket. Han begyndte da en halvofficiel brevveksling med sin ungdomsven generaladjudant Carl Ewald og bad indtrængende om, at de holstenske garnisonsbyer måtte blive forsynede med besætninger fra kongeriget; på de tysktalende soldater kunne man ikke stole, Rendsborg med sine store forråd af krigsfornødenheder ville gå tabt, hvis slesvig-holstenerne "løftede Skjold" mod Danmark. Men på Rømelings Kassandrarøst agtede ingen. Regeringen ville ikke tro på farens størrelse og nærhed, og da den endelig fik øjnene op, greb den til halve forholdsregler, der gjorde ondt værre.
Begivenhederne i marts 1848 viste, at Rømeling havde haft ret i endnu højere grad, end han selv havde frygtet. Da han den 23. fulgte den kommanderende general Gotthardt Lützow til Rendsborg, så han til sin forfærdelse, at ikke blot folkene, men også mange officerer var upålidelige, og denne opdagelse lammede ham ganske. Da prinsen af Nør den næste dag rykkede ind i Rendsborg, spillede Rømeling en rent passiv rolle. Han nægtede dog at anerkende den provisoriske regering, og da han afslog at udstede en revers, blev han holdt i et slags krigsfangenskab, til våbenstilstanden i Malmø blev sluttet. Sorg og sindsbevægelse kastede ham på sygelejet, og da han i oktober 1848 kom til København, var han blevet en gammel mand. I januar 1849 fik han sin afsked, og 1. september 1856 døde han i Slesvig.
Rømeling er aldrig optrådt som forfatter, men hans breve og beretninger yder vigtige bidrag til det 1. auxiliærkorpses historie og til det slesvig-holstenske oprørs forhistorie.
Rømeling ægtede 30. oktober 1810 Annette Marie Cathrine Æreboe (1782-1850), datter af justitsråd J.S. Æreboe.
Han er begravet i Slesvig by. Der findes et portrætmaleri fra ca. 1815. Fotografi af F. Brandt.